# جون همفريز (لاعب كرة قاعدة)
جون همفريز (بالإنجليزية: John Humphries)‏ هو لاعب كرة قاعدة أمريكي، ولد في 12 نوفمبر 1861، وتوفي في 29 نوفمبر 1933 في ساليناس في الولايات المتحدة.